# Стад Реюнификасьон
Стад Реюнификасьон (фр. Stade de la Réunification) — стадион в городе Дуала, Камерун. Построен в 1972 году. Вмещает 39 000 тысяч зрителей. Вторая по вместимости арена в городе после стадиона «Япома», открытого в 2019 году.

## История
Стадион был построен в 1972 году как одна из двух арен, принимавших Кубок африканских наций. После постройки арена не модернизировалась в течение нескольких десятилетий. Около двадцати лет не функционировало электронное табло. К 2004 году на «Стад Реюнификасьон» было отключено освещение из-за долгов по счетам за электроэнергию. Пресс-кабина для журналистов отсутствовала, а туалеты были закрыты из-за отсутствия технического обслуживания. Ситуация усугублялась проблемами с безопасностью: в начале 2010-х годов на стадионе неоднократно происходили ограбления, а вокруг стадиона жили бездомные.
В 2007 году Камерунская федерация футбола запретила проведение матчей на стадионе, но сняла запрет спустя год после установки синтетического покрытия, профинансированного ФИФА.

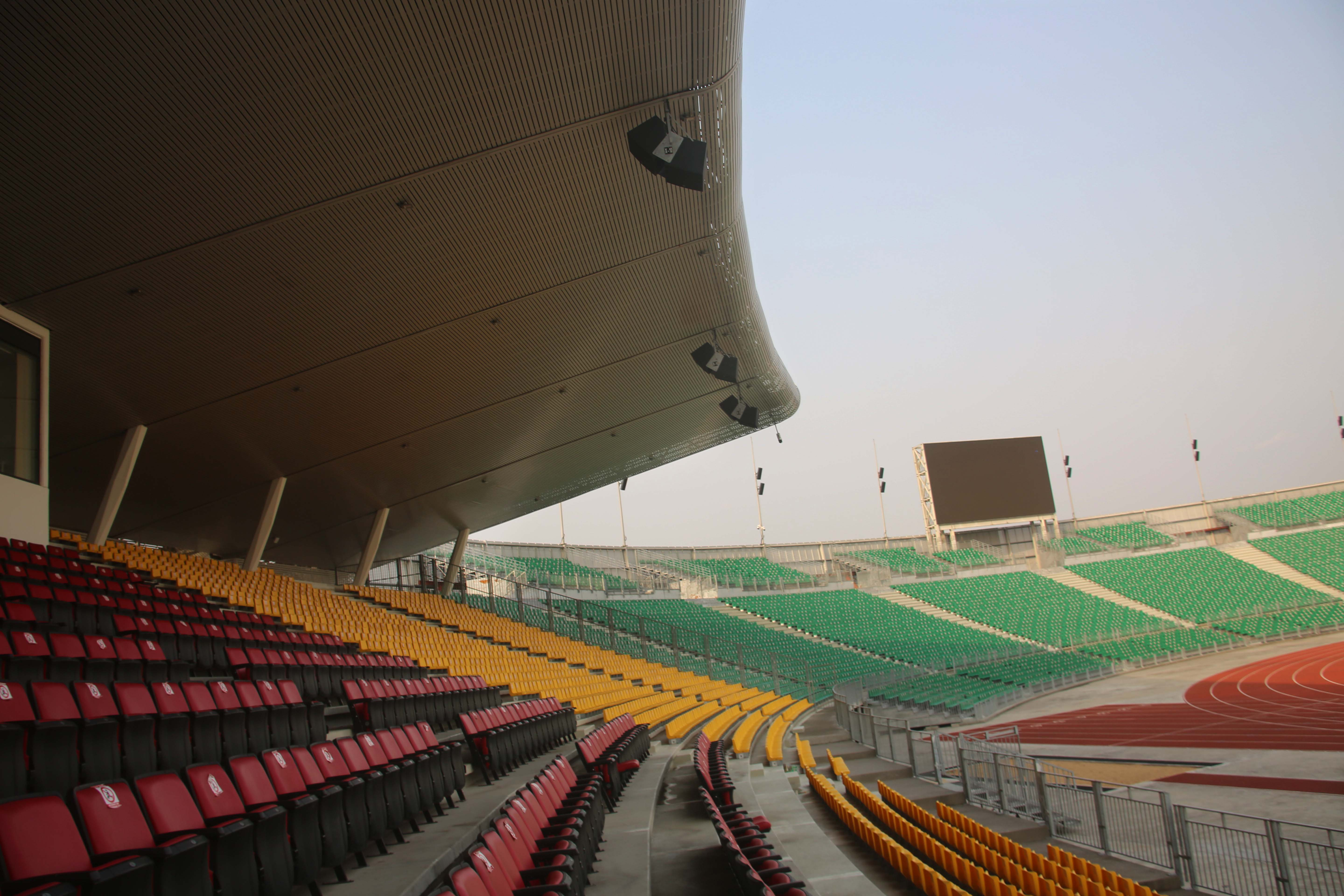
Трибуны стадиона в 2021 году

Масштабная реконструкция арены началась накануне Кубок африканских наций 2019 года. По соглашению между правительствами Канады и Камеруна работы выполняла канадская строительная компания Magil Construction Corporation, а общая стоимость модернизации составила 50 миллионов евро. В ходе реконструкции поле оснастили гибридным покрытием, а легкоатлетические дорожки привели в соответствие со стандартами Международной ассоциации легкоатлетических федераций. Также было модернизировано прилегающее к стадиону поле, предназначенное для любителей и молодых футболистов, вместимость которого составила 1200 мест.
Тем не менее в 2018 году стало известно, что Камерун был лишён права проведения турнира из-за задержек в подготовке объектов, и право проведения передали Египту. В 2020 году Камерун принимал чемпионат африканских наций, где играют игроки из национальных лиг, а «Стад Реюнификасьон» вошёл в список задействованных арен. Также Камеруну было предоставлена возможность организовать Кубок африканских наций в 2022 году, однако «Стад Реюнификасьон» не вошёл в список стадионов, принявших матчи турнира.

## Матчи
Стадион является домашней ареной для клубов «Авион Академия», «Ботафого», «Кайман Дуала», «Дуала АС», «Динамо», «Лез Астр», «Нью Стар», «Пантер» и «Юнион Дуала», выступающих в чемпионате Камеруна. На стадионе «Стад Реюнификасьон» был установлен рекорд по посещаемости местного первенства. Игры плей-офф 14 мая 2023 года между «Газель Гаруа» и «Котон Спорт», а также «Канон» и «Бамбутос» собрали в общей сложности 27 634 зрителей.
За всю историю «Стад Реюнификасьон» принимал 32 игры национальных сборных (по состоянию на март 2025 года). Впервые матчи такого уровня арена приняла во время Кубка африканских наций 1972 года, включая полуфинал между Заиром и Мали. В дальнейшем сборная Камеруна неоднократно использовала этот стадион в качестве домашней арены. В 1980 году товарищеский матч между сборной Камеруна и ленинградским «Зенитом» собрал 30 тысяч зрителей. На чемпионате африканских наций 2020 года здесь прошёл матч за третье место между Камеруном и Гвинеей. Стадион трижды служил домашней ареной для сборной Центральноафриканской республики, где она провела два матча в 2023 году и один в 2021 году.